# ГЕС Xiǎodōngjiāng
ГЕС Xiǎodōngjiāng (小东江水电站) — гідроелектростанція у центральній частині Китаю в провінції Хунань. Знаходячись після ГЕС Dàdōngjiāng, входить до складу каскаду на річці Leishui, правій притоці Сянцзян (впадає до розташованого на правобережжі Янцзи великого озера Дунтін).
В межах проекту річку перекрили бетонною гравітаційною греблею висотою 34 метра та довжиною 180 метрів. Вона утримує водосховище з об'ємом 10,5 млн м3 (корисний об'єм 5,4 млн м3) та нормальним рівнем поверхні на позначці 148 метрів НРМ.
Пригреблевий машинний зал обладнали чотирма турбінами типу Каплан — двома потужністю по 20,5 МВт та двома з показником по 7 МВт.
Видача продукції відбувається по ЛЕП, розрахованій на роботу під напругою 110 кВ.